# Shock
Een shock is een acute levensbedreigende toestand waarbij de effectieve perfusie (doorbloeding) in de haarvaatjes van de weefsels verstoord is. De doorbloeding en de zuurstofvoorziening van het hart, de hersenen en andere organen worden verminderd wat resulteert in het afsterven van cellen. De klassiek geneeskundige definitie van het begrip luidt: shock is een syndroom dat gekarakteriseerd wordt door een vermindering van de effectieve capillaire weefselperfusie, met daardoor een verstoring van het celmetabolisme.
Normaal is er een vaste verhouding in het lichaam tussen het volume van, en de inhoud in de bloedvaten. Bij een shock raakt deze verhouding in de algemene circulatie verstoord met als gevolg dat weefsels van onvoldoende zuurstof worden voorzien (ischemie). Shock is een syndroom en kan verwijzen naar verscheidene aandoeningen. Naargelang de oorzaak verdelen we shock in hypovolemisch, cardiogeen, obstructief en distributief. 
Emotionele of psychische shock zoals vaak vermeld in nieuwsberichten over verkeersongevallen heeft niets met het medische begrip shock te maken: men doelt dan op een aangeslagen gemoedstoestand die geen effect heeft op vitale lichaamsfuncties.

## Symptomen
Het lichaam tracht het gebrek aan zuurstof te compenseren door enkele correctiemechanismen. Het hart pompt het bloed sneller rond, de ademhaling versnelt en de minder belangrijke organen zoals de huid krijgen minder bloed. Het lichaam reageert op het probleem en het slachtoffer wordt rusteloos en angstig.
- Ademhaling: De ademhaling is versneld en kan oppervlakkig of luidruchtig zijn. In zeer ernstige gevallen kan de ademhaling vertragen door uitputting van het lichaam.
- Pols: De pols is vaak zwak voelbaar en versneld (tachycardie) van >100 slagen per minuut.
- Bloeddruk: Bij gevorderde shock zal er een lage bloeddruk (hypotensie) ontstaan waarbij de bovendruk (systolisch druk) <90mmHg is of als er een daling van >40mmHg is van de normale bloeddruk.
- Huid: Door de verminderde bloeddoorstroming is de huid vaak afwijkend tijdens een shock.

Bleek en/of blauwachtig (cyanose).
CRT (capillary refill time) is vertraagd en langer dan 2 seconden.
Koud en klam, maar toch zweterig.
Kenmerkend is dat het zweet niet terugkomt, indien dit wordt weggeveegd.
- Bewustzijn: De persoon is vaak angstig, verward, gespannen en gedesoriënteerd. Indien de situatie niet verbetert, wordt hij door afnemende circulatie van de hersenen suffer en verwarder en zal hij uiteindelijk het bewustzijn verliezen.
- Dalende urineproductie (oligurie of anurie): Door slechte circulatie is de bloedtoevoer naar de nieren verminderd. Hierdoor zal er minder urine geproduceerd worden tot <0,5 ml/Kg/uur.

## Typen shock
Hypovolemische shock: Deze vorm van shock ontstaat door een tekort aan intravasculair volume, ofwel (bloed)volumeverlies. De oorzaken kunnen worden onderverdeeld in endogeen verlies (inwendige bloedingen) en exogeen verlies (externe bloeding, brandwonden).
Oorzaken: In- en uitwendig bloedverlies, plasmaverlies, verlies van vocht en electrolyten
Cardiogene shock: Een cardiogene shock wordt veroorzaakt door een direct verminderde hartfunctie waardoor de pompfunctie van het hart verstoord is. De oorzaken kunnen worden onderverdeeld in intrinsieke (van het hart zelf) en extrinsieke (buiten het hart).
Oorzaken: Acuut myocardinfarct, ritme-geleidingsstoornis, myocarditis, cardiomyopathie, myocardcontusie, ernstige coronaire ziekte, kleplijden (klepvitiae), acuut VSD (ventrikelseptumdefect)
Obstructieve shock: Bij een obstructieve shock zit er ergens in het lichaam een mechanische obstructie in circulatie, eigenlijk een soort ‘verstopping’. Hierdoor wordt de in- of uitstroom van bloed geblokkeerd waardoor het bloed zich ophoopt voor deze obstructie. Omdat het bloed voor de obstructie zit ontstaat er een tekort aan bloed op andere plaatsen in het lichaam.
Oorzaken: Longembolie, harttamponnade, spanningspneumothorax, intracardiale trombus, aneurysma dissecans
Distributieve shock: Een distributieve shock wordt veroorzaakt door een probleem in de verdeling van het bloed. De bloedvaten in de perifere circulatie (voornamelijk de extremiteiten) gaan te veel openstaan (vasodilatatie) waardoor er relatief te weinig volume is om de druk te behouden. Dit kan verschillende oorzaken hebben, bijvoorbeeld: 
- Anafylactische shock: Dit ontstaat door ‘mestceldegranulatie’ waardoor er mediatoren vrijkomen. Als er plotseling een grote hoeveelheden mediatoren in de bloedbaan uitgestort worden zorgt dit dat de vaten gaan openstaan (dilateren). Dit kan een beeld van een ernstige allergische reactie geven en resulteren in een anafylactische shock. Een van deze mediatoren is histamine wat als gevolg van een allergische reactie vrijkomt, maar het kan ook veroorzaakt worden door andere mediatoren zoals: heparine, tryptase, prostaglandinen, cytokines of interleukinen.
- Neurogene shock: Dit kan ontstaan bij ruggenmerg- of hersenletsel waardoor het neurologisch samenknijpen van de vaten (vasoconstrictie) wegvalt.
- Septische shock: Dit ontstaat wanneer een bacterie in de bloedbaan de vaatwand prikkelt waardoor deze gaat open staan (dilateren).

## Eerste hulp
Een persoon die in shock is of dreigt te gaan heeft onmiddellijk medische hulp nodig. Als eerstehulpverlening wordt het volgende geadviseerd:
- Schakel professionele hulp in (bel 112)!
- Stel het slachtoffer gerust.
- Vermijd drukte, spanning en bruuske bewegingen.
- Breng de persoon in liggende toestand.
- Breng de benen omhoog (uitgezonderd bij cardiogene shock).
- Breng bij ernstige ademhalingsmoeilijkheden het bovenlichaam rechtop.
- Voorkom afkoeling met een deken.
- Voorkom oververhitting. Warm het slachtoffer nooit actief op. Door warmte treedt vaatverwijding op, waardoor de bloeddruk verder afneemt.
- Geef nooit iets te eten of te drinken: De vitale organen (zoals de hersenen) krijgen meer bloed dan de minder vitale organen (zoals het maag-darmkanaal). Door de patiënt te laten eten blijft het voedsel in de maag en zal niet opgenomen worden door de darmen in het bloed. Met als gevolg dat de patiënt misselijk wordt en eventueel kan gaan braken. Tijdens braken kan braaksel in de longen terechtkomen (aspiratie).
- Het geven van zuurstof met een hoge flow op een non-rebreathing masker om zuurstoftekort te bestrijden.
- Inbrengen van een infuus: Bij een lage bloeddruk is het inbrengen van een infuus moeilijker dan bij een normale bloeddruk. Een patiënt moet namelijk 'gevuld' worden, om het circulerend vermogen op gang te houden.
- Inbrengen van een blaaskatheter: om de urineproductie nauwkeurig te kunnen bijhouden. Het vasthouden van vocht kan een gevolg zijn van een circulatiestoornis.

## Psychische shock
Bij een ongeval hoor je soms dat een slachtoffer in shock verkeert. Hiermee wordt bedoeld dat het slachtoffer psychologisch is aangedaan door het ongeval, bijvoorbeeld wanneer hij een ongeval heeft overleefd waarbij iemand anders om het leven is gekomen. Dit type shock mag dus niet verward worden met de medische betekenis van het woord shock en wordt in medische kringen gewoonlijk acute stressstoornis genoemd.